# Indigofera tumidula
Indigofera tumidula är en ärtväxtart som beskrevs av Joseph Nelson Rose. Indigofera tumidula ingår i släktet indigosläktet, och familjen ärtväxter. Inga underarter finns listade i Catalogue of Life.